# Mužáci ze Zlína
Mužáci ze Zlína jsou folklorní mužské pěvecké sdružení, které bylo založeno v roce 2002 ve Zlíně. Ve svém repertoáru má lidové písně z moravského Slovácka, ze Zlínska a z jižního Valašska.

## Mužáci
Na slováckých dědinách platívalo pravidlo: Když se mladý muž oženil, stal se z mládence, šohaje, ženáč čili mužák. Při muzikách měli hlavní slovo mládenci ale jenom do půlnoci. Pak nastoupilo právo mužáků. Před muzikou si poroučeli jen oni a muzikanti jim museli být po vůli. Mládenci se mohli přidat, až mužáci dovolili. Mezi mužáky bylo vždycky dost výborných zpěváků a tanečníků. Ti udávali notu a řád.

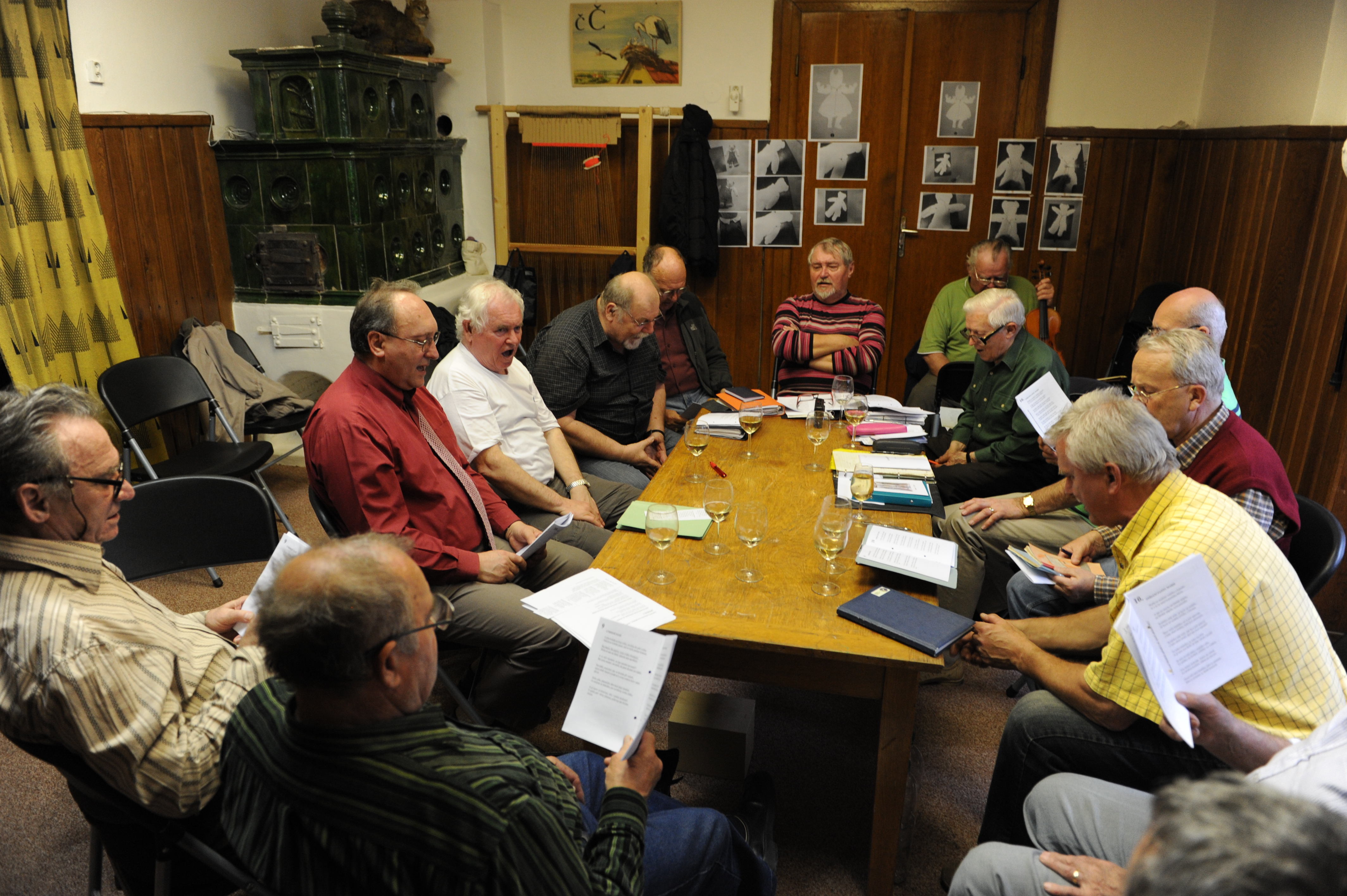
Zkouška Mužáků v MJVM ve Zlíně.

## Historie sboru
Folklorní pěvecké sdružení Mužáci ze Zlína vzniklo na popud významného etnografa a folkloristy Muzea jihovýchodní Moravy ve Zlíně PhDr. Karla Pavlištíka, CSc. 30. dubna roku 2002 se u doktora v MJVZ sešlo 15 zpěváků a muzikantů, většinou bývalých členů slováckého souboru Vonica. Počet členů sboru se v průběhu let moc neměnil, jak je vidět na grafu počtu členů.

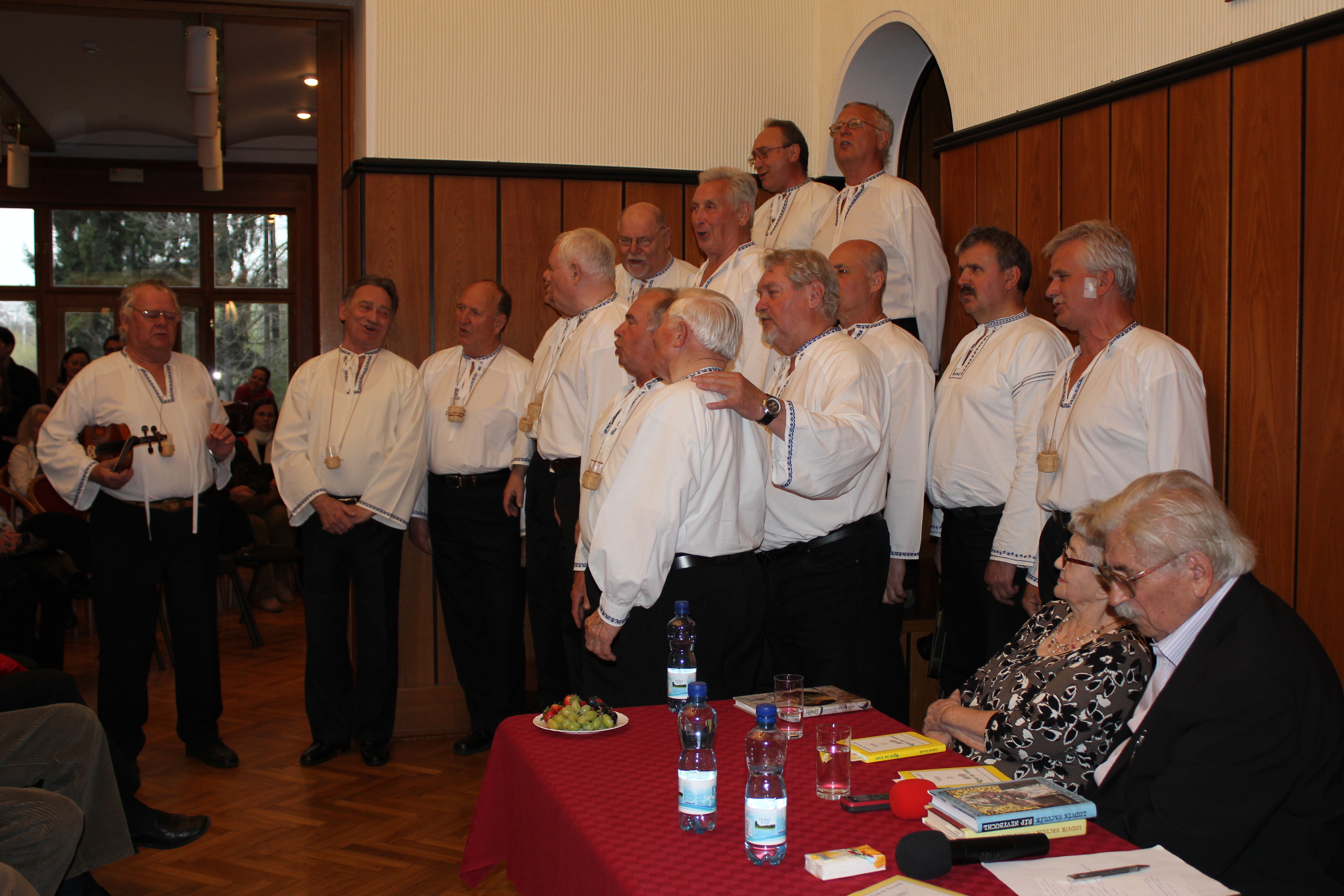
S manželi Vaculíkovými při Literárním jaře v Baťově vile ve Zlíně.

## Působnost

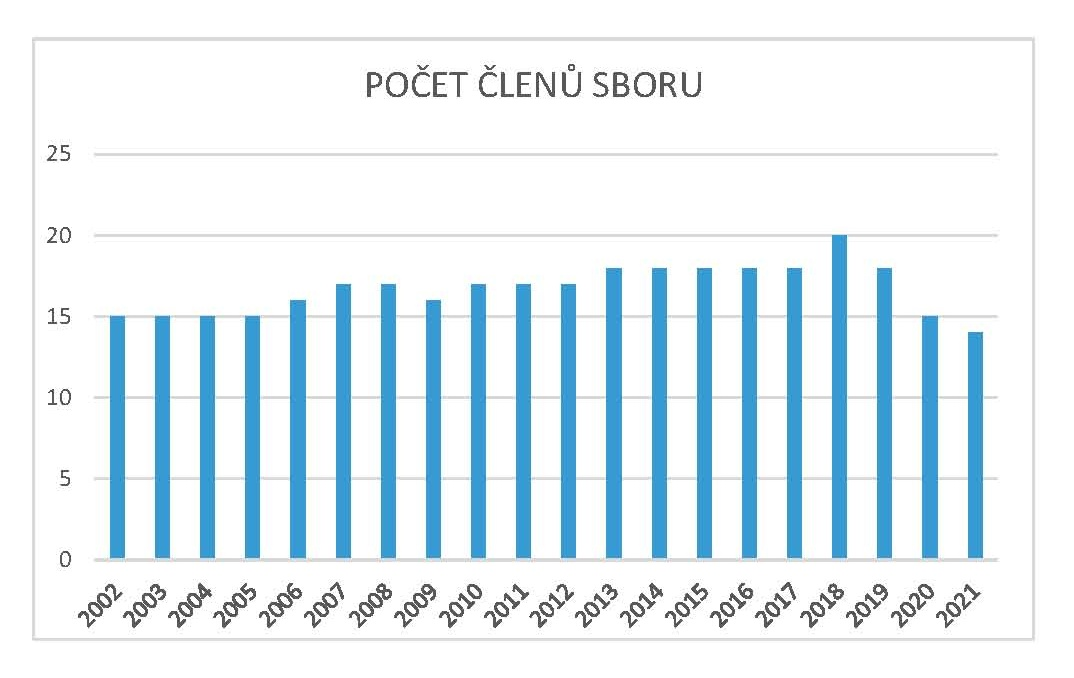
Počet členů

Písňový repertoár je zaměřen na všechny oblasti moravského Slovácka, ze Zlínska a z jižního Valašska. Mužáci ze Zlína čerpají, kromě jiných pramenů, ze Sušilových či Bartošových sběrů. V bohatém písňovém repertoáru Mužáků jsou lidové balady, vojanské písně a verbuňky, písně pijácké. Z pracovních písní to jsou především kosecké, z tanečních strážnické danaje, horňácké sedlácké, vrtěné z Podluží, sedlcké z Uherskobrodska…
Těžištěm vystoupení Mužáků ze Zlína jsou vystoupení pro Muzeum jihovýchodní Moravy a pro město Zlín. Mužáci jsou pravidelnými účastníky obou letních zlínských hudebních festivalů – folklorního Zlínského besedování a festivalu dechových orchestrů FEDO.
Mimo Zlín Mužáci nejčastěji zpívali v zámeckém parku v Buchlovicích, při kosení zámeckých luk, v muzeu ve Valašských Kloboukách při tradičním Valašském mikulášském jarmeku, při kolonádních koncertech v Luhačovicích a na Mezinárodním folklorním festivale ve Strážnici.

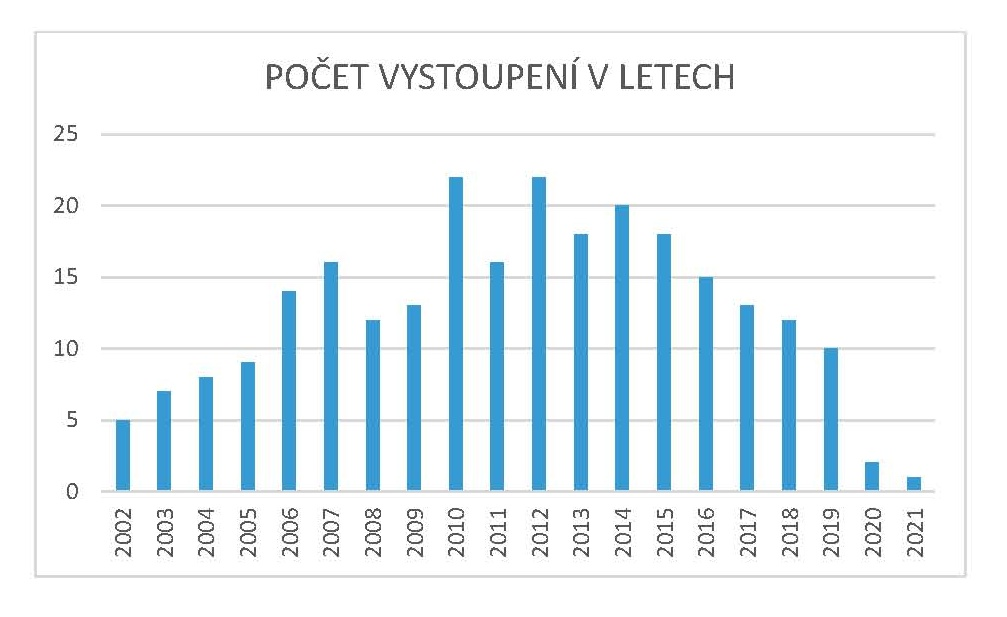
Počet vystoupení

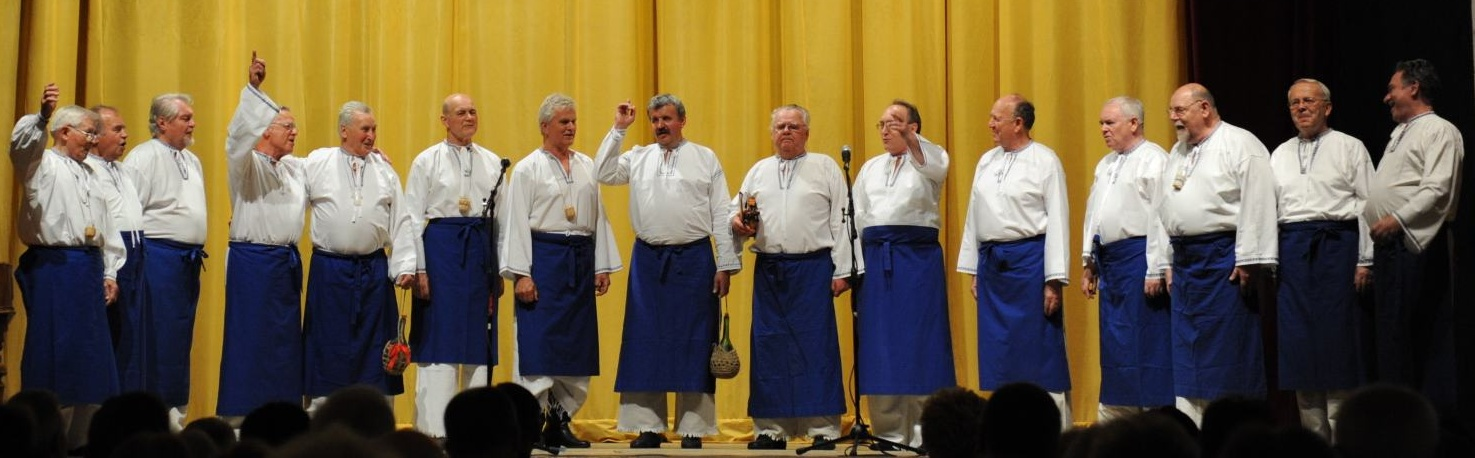
Vystoupení Mužáků v Bojkovicích.